# Urana
Urana est une localité australienne située dans la zone d'administration locale de Federation en Nouvelle-Galles du Sud. La population s'élevait à 384 habitants en 2016.
Le village est établi dans la Riverina, à 560 km au sud-ouest de Sydney.
Il est créé dans les années 1850 et devient le chef-lieu d'un comté en 1906. Celui-ci est intégré à la zone d'administration locale de Federation en 2016.
Le village abrite le Soldiers' Memorial Hall, inauguré en 1924 à la mémoire des soldats australiens engagés pendant la Première Guerre mondiale.